# Церковь Вознесения Господня (Гладышув)
Церковь Вознесения Господня (пол. Cerkiew Wniebowstąpienia Pańskiego) — грекокатолическая церковь, находящаяся в селе Гладышув, гмина Усце-Горлицке, Горлицкий повят, Малопольское воеводство. Церковь находится на туристическом маршруте «Путь деревянной архитектуры».

## История
Церковь была построена в 1938—1939 годах (по другим источникам строительство было завершено в 1940 году) местными мастерами.
В 1947 году жителей села во время операции «Висла» переселили в западную часть Польши и церковь была передана в государственную собственность. До 1985 года церковь использовалась местной римско-католической общиной. Храм был передан грекокатолической общине после её воссоздания.

## Описание
Храм построен по плану греческого креста. Первоначальный иконостас не сохранился. Внутри храма находятся три алтаря: главный с дарохранительницей и два боковых, датируемых второй половиной XVIII века, на которых находятся две иконы с изображением распятого Иисуса Христа и Богородицы с младенцем на руках.

## Источник
- G. i Z. Malinowscy, E. i P. Marciniszyn, Ikony i cerkwie. Tajemnice łemkowskich świątyń, Carta Blanca, Warszawa 2009, ISBN 978-83-61444-15-2